# سلطان
سُلطان یک عنوان سلطنتی عربی است که در طول تاریخ توسط بسیاری از فرمانروایان ترک و عرب مورد استفاده قرار گرفته است. این عنوان از پادشاه یا مَلِک متمایز است؛ اگرچه هر سه به‌طور مشابه به فرمانروای یک حکومت اشاره دارند. استفاده از عنوان «سلطان» تنها محدود به کشورهای اسلامی است که در عین مفهوم سیاسی، بار مذهبی نیز دارد؛ برعکس عنوان سکولارتر پادشاه که هم در کشورهای اسلامی و هم غیراسلامی استفاده می‌شود. به سرزمین تحت فرمان یک سلطان «سلطان‌نشین» گفته می‌شود؛ اگرچه از دیرباز به‌کار رفتن آن رایج نبوده است.
امروزه برونئی، مالزی و عمان تنها کشورهای مستقلی هستند که حاکمان‌شان عنوان رسمی «سلطان» را در اختیار دارند. در دورهٔ معاصر، این عنوان به تدریج توسط حاکمان موروثی که مایل‌اند بر اقتدار سکولار و تحت حاکمیت قانون خود تأکید کنند، با عنوان پادشاه جایگزین شده است. یک نمونهٔ قابل توجه در سلطنت مراکش بود که سلطان آن در سال ۱۹۵۷ عنوان رسمی را به پادشاه تغییر داد.

## واژه‌شناسی
سلطان واژه‌ای مصدر از ریشهٔ سه حرف «س‌ل‌ط» می‌باشد و دارای مفهوم «تسلط» و «قهر» است. برخی این کلمه را مشتق از سَلطَنَ به معنی «قوت» دانسته‌اند و برخی دیگر معتقد‌اند که سلطان از سَلیط مشتق شده که به معنی هر چیزی است که نور می‌دهد. در این صورت حرف نون در انتهای واژه سلطان اضافی است. واژه‌شناسانی چون ابن منظور و محمد بن محمد زبیدی برای این کلمه مصداق حجت را اصیل‌تر از معانی پیشین می‌دانند و معتقد‌اند از آن رو به فرمانروایان نیز سلطان گفته شده که: «[زمام‌دار] حجت خداوند بر روی زمین است». صورت جمع این واژه «سَلاطین» است. اگرچه به نظر برخی چون ابن منظور، سلطان به دلیل مجرای مصدر بودن جمع بسته نمی‌شود. به نوشتهٔ لغت‌نامه دهخدا، واژهٔ سلطان (در کاربرد رایج) مترادف والی، پادشاه یا فرمانده است. همچنین می‌تواند به معنی حجت، قدرت یا قهرمان نیز باشد. حجت و دلیل را از آن رو که بر دل‌ها و اندیشه‌ها سیطره می‌یابد سلطان لقب داده‌اند. سلطان از پرکاربردترین واژگان در اشاره به حاکمان در شعر و ادبیات پارسی است. برخی نمونه‌ها:
| برکت عمر تو و مال تو و جان تو باد |  | امر امر تو و سلطان همه سلطان تو باد |
| — منوچهری                         |  |                                     |

| ز من معزول شد سلطان شیطان |  | ندارم نیز سلطان را به سلطان |
| — ناصرخسرو                |  |                             |

| او رفت و جانم می‌رود تن جامه بر خود می‌درد |  | سلطان چو خوابش می‌برد از پاسبانانش چه غم |
| — سعدی                                   |  |                                         |

| مگو شاه و سلطان اگر مرد دردی |  | ز رندان وقت آشنایی طلب کن |
| — خاقانی                     |  |                           |

## کاربرد

### در ادبیات عربی و مذهبی
مطابق مدارک موجود، کاربرد این واژه در متون عربی پیش از اسلام (در اشعار) نادر است؛ لکن کلمه «سِلِّیط» و فعل «سلط» در دو قالب صرفی معلوم و مجهول، به‌طور مکرر استفاده شده است. واژهٔ سلطان از واژگان پرکاربرد در قرآن است. روی هم رفته، این واژه ۳۷ بار و در ۳۵ سورهٔ قرآن در قالب‌های صرفی و نحوی مختلفی همچون: سلطانٍ (۱۲ بار)، سلطانٌ (۴ بار)، سلطاناً (۱۱ بار)، سلطانُهُ (۱ بار)، سلطانیَه (۱ بار) و بسلطانٍ (۸ بار) به‌کار رفته است. واژهٔ سلطان در قرآن در دو حیطهٔ عام معنایی «برهان» و «سلطه» ذکر شده و هر یک از این دو حیطه شامل نمونه‌های مرتبط دیگری است؛ بدین صورت که در معنای برهان مشتمل بر نمونه‌هایی چون: «هر‌گونه‌ برتری و موفقیت در پرتو استدلال و حجت‌آوری»، «معجزه»، «عذر موجه»، «دستاویز و بهانه» و در معنای سلطه مشتمل بر هر‌گونه «سلطه مادی و معنوی»، «بسط ید»، «برتری موقعیتی»، «نفوذگری»، «بهره‌مندی از لطف و رحمت الهی» و غیره است. این واژه در سوره‌های مکی بسیار بیشتر از سوره‌های مدنی در حیطهٔ معنایی برهان به‌کار رفته است که این امر به سبب طرح بیشتر مسائل و مباحث اعتقادی است. واژهٔ سلطان در احادیث اسلامی در معانی مختلف چون حاکم و فرمانروا و در قالب تعابیری چون: «خَراجُ السُّلطان»، «متاع السلطان»، «صاحب السلطان» و... بسیار به‌کار رفته است. البته این واژه در آن دوران به صورت عام و دربارۀ زمام‌دار مسلط به امور مردم استفاده شده است و نه به صورت یک عنوان رسمی برای خلیفه یا حاکمی مشخص. در دوره اموی و پس از آن هم امامان شیعه در احادیث این واژه را بدون اطلاق بر فردی خاص و در همان معنا به‌کار می‌برده‌اند.

### عنوان سلطنتی و نظامی
واژهٔ سلطان تا اواخر قرن چهارم و اوایل قرن پنجم هجری به هیچ‌یک از حاکمان مسلمان، اطلاق نشده ‌است. مطابق گزارش‌های تاریخی، سلطان محمود غزنوی نخستین حاکم اسلامی است که به‌طور رسمی سلطان خطاب شده ‌است. بنابر نوشته ابن اثیر، این لقب از جانب القادر بالله خلیفهٔ عباسی به او داده ‌شد. براساس روایت‌های دیگر، خلف بن احمد حاکم سیستان و آخرین امیر صفاری، لقب سلطان را برای نخستین‌بار در حق محمود ادا کرده و از آن پس این لقب به‌کار رفته ‌است. چنانچه ابن شادی در مجمل التواریخ و القصص می‌نویسد: «[سلطان] عنوانی است که بار اول امیر خلف، آنگاه که در حبس غزنین بود به سلطان محمود غزنوی داد و نخست نام سلطنت بر پادشاهان، از لفظ امیر خلف، ملک سیستان رفت؛ چون محمود او را بگرفت و به غزنین آورد، گفت محمود سلطان است و از آن پس این لقب مستعمل شد.» پس از محمود، پسرش سلطان مسعود نیز از سوی خلیفه القابی چون «سید‌السلاطین» دریافت کرد که شاید این نکته نشان‌دهندۀ آن باشد که در آن زمان لقب سلطان بر فرمانروایان بسیاری اطلاق می‌شده و سلاطین متعددی وجود داشته و سلطان مسعود از همهٔ آنها بزرگ‌تر شمرده می‌شده است. البته مطابق برخی گزارش‌ها، کاربرد عنوان سلطان سابقه‌ای بیش از این دارد و به پیش از سلطان محمود باز می‌گردد؛ چنانکه ابن خلدون چنین لقبی را براى جعفر برمکی و دربارۀ آل بویه ذکر کرده ‌است. در هر صورت، از قرن هفتم هجری به بعد، به‌کار رفتن واژهٔ سلطان در معنی عنوان سلطنتی کاملاً مرسوم بوده است و توسط بسیاری از فرمانروایان مسلمان، چه شیعه یا سنی یا در مصر، ایران، عثمانی و... به‌کار می‌رفته و تعابیری چون «السلطانُ الاعظم»، «السلطانُ العادل»، «سلطانُ الاسلام و المسلمین» و غیره در میان آنها رایج بوده ‌است. از منظر نظامی، در دوره قاجاریه هر صاحب منصبی را که صد تن سپاهی تحت فرمان داشت سلطان می‌خواندند. این درجهٔ نظامی تا دوره پهلوی برقرار بود؛ تا اینکه مطابق فرهنگ فارسی معین، در آن عهد این درجه با «سروان» جایگزین شد.

### برای زنان
شکل زنانه واژهٔ سلطان که در زبان عربی یا توسط غربی‌ها استفاده می‌شود، سلطانه (به انگلیسی: sultana) است. این عنوان به‌طور رسمی برای برخی از زنان و مادران مسلمان سلاطین ترک استفاده شده است. با این حال، در زبان ترکی و ترکی عثمانی واژهٔ سلطان را برای زنان نیز به کار می‌بردند؛ زیرا دستور زبان ترکی (برخلاف زبان عربی) از کلمات یکسانی برای زنان و مردان استفاده می‌کند. مانند خرم سلطان و سلطان سلیمان قانونی. سلاطین زن در تاریخ اسلامی به درستی با عنوان «سلطانه» شناخته می‌شوند. با این وجود، همسر سلطان در سلطان‌نشین سولو «پانگوئین» (panguian) نامیده می‌شود و همسر اصلی سلطان در بسیاری از سلطان‌نشین‌های اندونزی و مالزی با نام‌های «پرمایسوری» (permaisuri)، «تونکو آمپوان» (Tunku Ampuan)، «راجا پرمپوان» (Raja Perempuan) یا «تنگکو آمپوان» (Tengku Ampuan) شناخته می‌شوند. ملکه همسر در برونئی اگر یک شاهدخت نیز باشد، به ویژه با نام «راجا ایستری» (Raja Isteri) با پسوند «پنگیران آناک» (Pengiran Anak) نیز نامیده خواهد شد. در کشورهای عربی از نام‌هایی به غیر از سلطانه برای زنان پادشاهان استفاده می‌شود. عهد بنت عبدالله همسر سلطان عمان دارای عنوان رسمی «سیدة الجَلیله» (بانوی بزرگ) می‌باشد.

## تاریخچه
در دوران صدر اسلام، قدرت و اقتدار نهایی در اختیار خلیفه بود که رهبر خلافت به حساب می‌آمد. با این حال، تشتت فزایندهٔ سیاسی در جهان اسلام پس از قرن دوم هجری، این اجماع را به چالش کشید. تا پیش از آن فرمانداران محلی با اختیارات اداری، عنوان امیر را داشتند و با هدف امارت توسط شخص خلیفه منصوب می‌شدند؛ اما از قرن سوم هجری برخی از آنها تبدیل به حاکمان بالفعل و مستقل شدند و سلسله‌های خود مانند اغلبیان و طولونیان را تأسیس کردند. در اواخر قرن چهارم هجری، اصطلاح «سلطان» شروع به استفاده برای اشاره به یک حاکم با قدرت عملاً مستقل کرد؛ اگرچه تبیین تکامل اولیه آن پیچیده و دشوار است.
نخستین شخصیت مهمی که به وضوح این عنوان را به خود اختصاص داد سلطان محمود غزنوی (حکومت: ۹۹۸–۱۰۳۰ م) بود که یک امپراتوری وسیع را با مرکزیت غزنین در شرق ایران‌زمین و شمال هندوستان ایجاد کرد. اندکی پس از آن، ترکان سلجوقی بعد از شکست غزنویان و تسلط بر قلمروی بزرگ‌تر که شامل بغداد، پایتخت خلفای عباسی نیز می‌شد، این عنوان را به خود گرفتند. طغرل بیگ (حکومت: ۱۰۳۷–۱۰۶۳ م) رهبر اولیه سلجوقیان، نخستین فرمانروای این دودمان بود که عنوان «سلطان» را در ضرب سکه‌های خود به کار برد. در عین حال که سلجوقیان خلفای بغداد را به‌عنوان رهبر جهان اسلام به رسمیت می‌شناختند، قدرت سیاسی خودشان آشکارا بر جامعهٔ مسلمانان سایه انداخته بود. این امر باعث شد که انواع دانشمندان مسلمان (به ویژه امام‌الحرمین جوینی و امام محمد غزالی) تلاش کنند تا توجیهاتی نظری برای اقتدار سیاسی سلاطین سلجوقی در چارچوب مرجعیت عالی و رسمی خلفای شناخته شده عباسی ایجاد کنند. به طور کلی، توجیهات بر این اساس بودند که تمام اختیارات مشروع از خلیفه اسلام ناشی و به حاکمان مستقلی که خلیفه آنها را به رسمیت می‌شناسد، تفویض می‌شود. برای مثال، غزالی استدلال می‌کرد که درحالی‌که خلیفه ضامن شریعت اسلامی بود، برای اجرای قانون در عمل به قدرت قهری نیاز بود و رهبری که مستقیماً آن قدرت را اعمال می‌کرد، سلطان بود.
اهمیت جایگاه سلطان در دوران جنگ‌های صلیبی و زمانی که رهبرانی مانند صلاح‌الدین ایوبی (حکومت: ۱۱۷۴–۱۱۹۳ م) با عنوان «سلطان» رویارویی با دولت‌های صلیبی در شام را رهبری کردند، ادامه یافت. دیدگاه‌ها در مورد منصب سلطان در طول بحرانی که پس از فتح و ویرانی بغداد توسط مغول‌ها در سال ۱۲۵۸ رخ داد و آخرین توان سیاسی عباسیان را از بین برد، توسعهٔ بیشتری یافت. از آن پس، بازماندگان خلفای عباسی در قاهره و تحت حمایت ممالیک مصر زندگی می‌کردند. اگرچه آنها هنوز به‌طور اسمی توسط ممالیک به عنوان خلیفه به رسمیت شناخته می‌شدند، اما عملاً هیچ مرجعیتی نداشتند و در سراسر جهان اسلام به رسمیت شناخته نشدند. ممالیک مصر با ادعای محافظان سلسلهٔ خلفای عباسی، خود را سلطان می‌نامیدند و متکلمان مسلمانی چون خلیل الظهیری استدلال می‌کردند که تنها آنان مستحق این عنوان بودند. با این وجود، در عمل بسیاری از دیگر حاکمان مسلمان آن دوره نیز از عنوان سلطان استفاده می‌کردند. ایلخانان مغول و دیگر حاکمان ترک از آن جمله بودند.
مقام سلطان و خلیفه در قرن نهم هجری زمانی که امپراتوری عثمانی سلطنت ممالیک را فتح کرد و به قدرت مسلم و پیشرو مسلمانان سنی در بیشتر خاورمیانه، شمال آفریقا و اروپای شرقی تبدیل شد، شروع به ترکیب شدن کرد. ابوسعود محمد افندی دانشمند و فقیه عثمانی قرن شانزدهم، سلطان سلیمان قانونی (حکومت: ۱۵۲۰–۱۵۶۶ م) را به عنوان خلیفه و رهبر همهٔ مسلمانان جهان به رسمیت شناخت. این تلفیق اختیارات سلطان و خلیفه در قرن یازدهم هجری، در زمان افول ارضی امپراتوری عثمانی و زمانی که مقامات آن به دنبال این بودند که سلطان عثمانی را به عنوان رهبر کل جامعهٔ مسلمانان در مقابل گسترش استعمار اروپاییان مسیحی قرار دهند، با وضوح بیشتری مورد تأکید قرار گرفت. در بخشی از این روایت، حتی ادعا می‌شد که وقتی سلطان سلیم یکم قاهره را در سال ۱۵۱۷ تصرف کرد، آخرین نوادهٔ عباسیان در قاهره رسماً منصب خلیفه را به او واگذار کرده است. بنابراین این ترکیب دو مقام سلطان و خلیفه، علاوه بر اقتدار سیاسی رسمی، اقتدار دینی یا معنوی سلطان را نیز بالا برد.
از این دوره بعد، عنوان سلطان همچنان در خارج از امپراتوری عثمانی، مانند اشراف سومالی، اشراف مالایی و سلاطین مراکش (مانند سلسلهٔ علویان مراکش که در قرن هفدهم تأسیس شد) استفاده می‌شد. با این حال، این عنوان در جایگاه یک عنوان حاکمیتی توسط فرمانروایان مسلمان شیعه استفاده نمی‌شد. فرمانروایان صفوی در ایران که بزرگ‌ترین کشور مسلمان شیعه‌مذهب در آن اعصار را تحت کنترل داشتند، از عنوان رسمی شاه یا پادشاه استفاده می‌کردند؛ سنتی که در ایران توسط سلسله‌های بعدی نیز ادامه یافت. در عوض، اصطلاح سلطان عمدتاً به فرمانداران استانی در قلمرو آنها داده می‌شد. آخرین سلطان عثمانی محمد ششم بود که سلطنتش مقارن با تجزیه امپراتوری عثمانی پس از جنگ جهانی اول و اعلام جمهوری ترکیه در ۲۹ اکتبر ۱۹۲۳ بود؛ و بدین طریق، سلطنت ۶۰۰ سالهٔ سلاطین عثمانی نیز پایان یافت.

## سلاطین کنونی جهان
سلاطین با قدرت مطلقه:
- حسن البلقیه سلطان برونئی
- هیثم بن طارق آل سعید سلطان عمان

سلاطین در سلطنت‌های فدرال:
- ابراهیم اسکندر، سلطان جوهور و وابستگی‌هایش
- صالح‌الدین بدلی‌شاه، سلطان کداح
- محمد پنجم کلانتان، سلطان کلانتان و وابستگی‌هایش
- عبدالله پاهانگ، سلطان پاهانگ
- نظرین شاه، سلطان پراک و وابستگی‌هایش
- شرف‌الدین ادریس شاه، سلطان سلانگور
- میزان زین‌العابدین، سلطان ترنگانو

سلاطین با قدرت در جمهوری:
- هامنگکوباونو دهم، سلطان و فرماندار منطقه ویژه یوگیاکارتا در اندونزی